# Avelo Airlines
Avelo Airlines is een Amerikaanse lagekostenluchtvaartmaatschappij met zetel in Houston, Texas. Voorheen voerde het chartervluchten uit als Casino Express Airlines en Xtra Airways voordat het op 8 april 2021 overging op lijnvluchten en werd omgedoopt tot Avelo Airlines. De activiteiten van Avelo gingen van start op 28 april 2021 met een eerste vlucht van Hollywood Burbank Airport naar Charles M. Schulz-Sonoma County Airport.
Opgericht op 20 juli 1987, als Casino Express Airlines, begon de luchtvaartmaatschappij haar activiteiten in 1989 met Boeing 737-200 straalvliegtuigen die exclusief vlogen voor het Red Lion Hotel and Casino in Elko, Nevada. Casino Express breidde zijn klantenbestand snel uit met sportteams, overheidsinstanties, buitenlandse hoogwaardigheidsbekleders, perskorpsen, andere gokeigendommen en andere soorten openbare en particuliere charters. Op 8 december 2005 veranderde het zijn naam in Xtra Airways om zijn bredere focus weer te geven.
Andrew Levy, voormalig president van Allegiant Air en Chief Financial Officer van United Airlines, verwierf Xtra in augustus 2018, met de bedoeling de chartermaatschappij om te vormen tot een ultra-low cost carrier.

## Bestemmingen
In 2025 vliegt Avelo Airlines op meer dan 50 bestemmingen binnen de aaneengesloten staten van de Verenigde Staten, naast vluchten naar Sangster International Airport in Jamaica, de Internationale luchthaven van Cancún in Mexico, Luis Muñoz Marín International Airport in Puerto Rico en seizoensgebonden Punta Cana International Airport in de Dominicaanse Republiek.
In april 2025 tekende Avelo Airlines een lange-termijn-overeenkomst voor een charterprogramma dat vliegt voor het U.S. Immigration and Customs Enforcement (ICE)-agentschap van het United States Department of Homeland Security om vanaf de Phoenix-Mesa Gateway Airport "de deportatie-inspanningen van het ministerie te ondersteunen". Ondanks aanhoudende kritiek heeft Avelo Airlines drie Boeing 737-vliegtuigen in neutraal wit geschilderd, zodat de luchtvaartmaatschappij minder publiekelijk geassocieerd wordt met de deportaties.

## Vloot
De vloot van Avelo Airlines bestaat op 31 juli 2025 uit de volgende toestellen:
| Boeing 737-700 | 8  |  | 149 |  |
| Boeing 737-800 | 14 |  | 189 |  |